# Liste des distinctions de Zhou Shen
La liste des récompenses et nominations répertorie toutes celles remportées par le chanteur Zhou Shen tout au long de sa carrière.
Il a obtenu 119 récompenses lors de cérémonie de remise de prix et 256 autres hors cérémonie, 27 en collaboration et 8 par les collaborateurs de ses chansons.

## 2014-2018
| Année | Travail nommé                   | Cérémonie                                    | Catégorie                                              | Résultat |       |
| ----- | ------------------------------- | -------------------------------------------- | ------------------------------------------------------ | -------- | ----- |
| 2014  | -                               | iQiyi All-Star Carnival 2015                 | Nouvel artiste de l'année                              | Lauréat  | [ 1 ] |
| 2015  | -                               | 19e gala de China Music Awards               | Groupe ayant le plus de potentiel (Zhou Shen & Li Wei) | Lauréat  | [ 2 ] |
| 2016  | -                               | DoNews Awards                                | Artiste de l'année                                     | Lauréat  | [ 3 ] |
| 2016  | Gros poisson (大鱼)             | Pioneer Music Awards                         | Top 10 des chansons en Chine                           | Lauréat  | [ 4 ] |
| 2016  | -                               | Pioneer Music Awards                         | Chanteur masculin le plus populaire en ligne           | Lauréat  |       |
| 2016  | Gros poisson (大鱼)             | Fresh Asia Music Awards                      | Top 10 des chansons de l'année                         | Lauréat  |       |
| 2016  | La rose et le faon (玫瑰与小鹿) | Fresh Asia Music Awards                      | Top 10 des chansons de l'année                         | Lauréat  | [ 5 ] |
| 2016  | -                               | 23e gala de ERC Chinese Top Ten Music Awards | Meilleur nouvel artiste                                | Lauréat  | [ 6 ] |
| 2017  | Gros poisson (大鱼)             | Top Chinese Music Awards                     | Meilleur clip vidéo                                    | Lauréat  | [ 7 ] |
| 2017  | -                               | 24e gala de ERC Chinese Top Ten Music Awards | Meilleur chanteur masculin par vote                    | Lauréat  |       |
| 2017  | Gros poisson (大鱼)             | 24e gala de ERC Chinese Top Ten Music Awards | Top 10 des chansons de l'année                         | Lauréat  |       |
| 2017  | -                               | 21e gala de China Music Awards               | Meilleur nouvel artiste en ligne                       | Lauréat  |       |
| 2018  | Gros poisson (大鱼)             | Festival de la culture musicale en Chine     | Meilleur style de performance de la Chine              | Lauréat  | [ 8 ] |
| 2018  | -                               | Global Chinese Songs Chart Awards 2018       | Meilleur nouvel artiste                                | Lauréat  |       |
| 2018  | Parachute bleu (蓝色降落伞)     | Global Chinese Songs Chart Awards 2018       | Chanson de l'année                                     | Lauréat  |       |
| 2018  | -                               | 25e gala de ERC Chinese Top Ten Music Awards | Meilleur artiste qui s'est amélioré de l'année         | Lauréat  |       |
| 2018  | Gros poisson (大鱼)             | 22e gala de China Music Awards               | Vidéo clip le plus populaire au karaoké                | Lauréat  |       |
| 2018  | Gros poisson (大鱼)             | 22e gala de China Music Awards               | Meilleur performance en direct                         | Lauréat  |       |
| 2018  | -                               | All for Love Charity Ceremony                | L'étoile de la charité de l'année                      | Lauréat  | [ 9 ] |

## 2019
| Année | Travail nommé                                          | Cérémonie                                    | Catégorie                                                 | Résultat |
| ----- | ------------------------------------------------------ | -------------------------------------------- | --------------------------------------------------------- | -------- |
| 2019  | -                                                      | Global Chinese Music Awards,                 | Artiste régional le plus remarquable (Shanghaï)           | Lauréat  |
| 2019  | Restant de prune (梅香如故)                            | Global Chinese Music Awards,                 | Duo le plus populaire (avec Mao Buyi)                     | Lauréat  |
| 2019  | -                                                      | MTV Europe Music Awards                      | Meilleur artiste chinois                                  | Lauréat  |
| 2019  | The Doomsday Spacecraft (末日飞船) (avec Tang Hanxiao) | Fresh Asia Music Awards                      | Chanson de l'année (émission de variété)                  | Lauréat  |
| 2019  | -                                                      | Weibo Influential Big V Awards               | Top 10 des Big V influents sur Weibo de 2019              | Lauréat  |
| 2019  | -                                                      | Weibo Influential Big V Awards               | Top 10 des musiciens influents sur Weibo de 2019          | Lauréat  |
| 2019  | -                                                      | CNR Music Radio China Top Music Awards       | Prix de popularité pour artistes interprètes              | Lauréat  |
| 2019  | -                                                      | CNR Music Radio China Top Music Awards       | Chanteur le plus populaire de l'année                     | Lauréat  |
| 2019  | Juste toi (此生惟你)                                   | Music Pioneer Awards                         | Chanson la plus populaire de l'année                      | Lauréat  |
| 2019  | -                                                      | Music Pioneer Awards                         | Chanteur le plus populaire                                | Lauréat  |
| 2019  | Métamorphose (蜕)                                      | Music Pioneer Awards                         | Meilleur chanson de film/séries télévisée de l'année      | Lauréat  |
| 2019  | -                                                      | Global Chinese Golden Chart Awards 2019      | Meilleur performance sur scène                            | Lauréat  |
| 2019  | -                                                      | Global Chinese Golden Chart Awards 2019      | Chanteur le plus recommandé à la radio                    | Lauréat  |
| 2019  | -                                                      | 23e gala de China Music Awards               | Chanteur masculin le plus populaire en Chine continentale | Lauréat  |
| 2019  | -                                                      | 26e gala de ERC Chinese Top Ten Music Awards | Artiste révélé de l'année                                 | Lauréat  |
| 2019  | Floraison (花开)'                                      | 26e gala de ERC Chinese Top Ten Music Awards | Top 10 des chansons de l'année                            | Lauréat  |

## 2020
| Année | Travail nommé                                              | Cérémonie                                            | Catégorie                                            | Résultat |
| ----- | ---------------------------------------------------------- | ---------------------------------------------------- | ---------------------------------------------------- | -------- |
| 2020  | -                                                          | NetEase Music Annual Music Awards                    | Chanteur chinois le plus populaire de l'année        | Lauréat  |
| 2020  | -                                                          | NetEase Music Annual Music Awards                    | Super idole de l'année                               | Lauréat  |
| 2020  | Dalabengba (达拉崩吧)                                      | NetEase Music Annual Music Awards                    | Meilleur single le plus populaire de l'année 2020    | Lauréat  |
| 2020  | Médiocre senior (资深庸才)                                 | NetEase Music Annual Music Awards                    | Collaboration la plus populaire de l'année           | Lauréat  |
| 2020  | Dalabengba (达拉崩吧)                                      | NetEase Music Annual Music Awards                    | Performance sur scène la plus populaire de l'année   | Lauréat  |
| 2020  | -                                                          | Tencent Video "All-Stars Night 2020" Awards Ceremony | Chanteur le plus populaire de 2020 sur Tencent Video | Lauréat  |
| 2020  | -                                                          | Superstar on Weibo                                   | Top 10 des musiciens influents sur Weibo de 2020     | Lauréat  |
| 2020  | -                                                          | Global Chinese Golden Chart Awards                   | Meilleure performance de chanson d'amour de l'année  | Lauréat  |
| 2020  | -                                                          | Global Chinese Golden Chart Awards                   | Chanteur masculin le plus recommandé de l'année      | Lauréat  |
| 2020  | -                                                          | Global Chinese Golden Chart Awards                   | Chanteur recommandé par Fairchild Radio              | Lauréat  |
| 2020  | -                                                          | 27e gala de ERC Chinese Top Ten Awards,              | Chanteur recommandé dans les médias                  | Lauréat  |
| 2020  | Le vent (随风)                                             | 27e gala de ERC Chinese Top Ten Awards,              | Top 10 des chansons de l'année                       | Lauréat  |
| 2020  | -                                                          | 27e gala de ERC Chinese Top Ten Awards,              | Chanteur de bande sonore de l'année                  | Lauréat  |
| 2020  | -                                                          | Sina Entertainment Grand Ceremony,                   | L'invité d'émission de variété le plus populaire     | Lauréat  |
| 2020  | Sonne à la porte et écoute par toi-même (自己按门铃自己听) | Sina Entertainment Grand Ceremony,                   | Top 10 de production musicale                        | Lauréat  |
| 2020  | Dalabengba (达拉崩吧)                                      | Sina Entertainment Grand Ceremony,                   | Performance en direct la plus populaire              | Lauréat  |
| 2020  | Origine (缘起)                                             | Cérémonie honoraire des films de Chine               | Chanson promotionnelle de film de 2019               | Lauréat  |

## 2021-2022
| Année | Travail nommé                      | Cérémonie                                    | Catégorie                                        | Résultat |
| ----- | ---------------------------------- | -------------------------------------------- | ------------------------------------------------ | -------- |
| 2021  | -                                  | Global Diplomats Chinese Cultural Night      | Jeune chanteur le plus influent                  | Lauréat  |
| 2021  | Suivre le courant (和光同尘)       | Cérémonie de séries télévisées de Chine 2021 | Trame sonore ayant le plus de qualité de l'année | Lauréat  |
| 2021  | -                                  | China Music Billboard Awards                 | Chanteur masculin le plus populaire              | Lauréat  |
| 2021  | Juste toi (此生惟你)               | China Music Billboard Awards                 | Trame sonore la plus populaire                   | Lauréat  |
| 2021  | Qui suis-je pour toi? (我是你的谁) | Global Chinese Golden Chart Awards 2021      | Top 20 des chansons de l'année                   | Lauréat  |
| 2021  | -                                  | Tencent Music Entertainment Awards           | Meilleur chanteur masculin de l'année            | Lauréat  |
| 2021  | Intouchables (触不可及)            | Tencent Music Entertainment Awards           | Top 10 des chansons de l'année                   | Lauréat  |
| 2021  | -                                  | Prix musicaux Bilibili 2020                  | Téléchargement le plus vue de l'année            | Lauréat  |
| 2021  | -                                  | Prix musicaux Bilibili 2020                  | Musicien de l'année                              | Lauréat  |
| 2022  | -                                  | 29e gala ERC Chinese Top Ten Awards          | Chanteur masculin le plus populaire              | Lauréat  |
| 2022  | -                                  | 29e gala ERC Chinese Top Ten Awards          | Chanteur le plus exceptionnel en Asie            | Lauréat  |
| 2022  | Lumineux (光亮)                    | 29e gala ERC Chinese Top Ten Awards          | Top 10 des chansons de l'année                   | Lauréat  |
| 2022  | Lumiere et printemps (和光同春)    | NCAC                                         | Prix de popularité sur Weibo                     | Lauréat  |
| 2022  | Étoile de mer (星鱼)               | NCAC                                         | Prix d'or – catégorie musique                    | Lauréat  |
| 2022  | -                                  | 25e célébration du Esquire                   | Monsieur de l'année (chanteur de l'année)        | Lauréat  |

## 2024
| Année                                      | Travail nommé                                 | Cérémonie                                     | Catégorie | Résultat |
| ------------------------------------------ | --------------------------------------------- | --------------------------------------------- | --------- | -------- |
| 2024                                       |                                               |                                               |           |          |
| -                                          | Festival de musique Weibo                     | Chanteur masculin de l'année                  | Lauréat   |          |
| 1er festival de musique digital en Chine   |                                               |                                               |           |          |
| Mirage (蜃楼)                              | Chanson digitale de l'année                   | Lauréat                                       |           |          |
| Petite joie (小美满)                       | Chanson de film et série télévisée de l'année | Lauréat                                       |           |          |
| Prière (祈愿山海)                          | Chanson de jeu de l'année                     | Lauréat                                       |           |          |
| Je t'aime un tout petit peu (我以渺小爱你) | Chanson du public de l'année                  | Lauréat                                       |           |          |
| -                                          | 31e Chinese Top Ten Music Awards              | Meilleur chanteur masculin                    | Lauréat   |          |
| La mer du temps (时间之海)                 | 31e Chinese Top Ten Music Awards              | Top 10 des chansons                           | Lauréat   |          |
| Humanité (人是_)                           | 31e Chinese Top Ten Music Awards              | Meilleure performance                         | Lauréat   |          |
| -                                          | 5e gala de Tencent Music Entertainment Awards | Chanteur masculin de l'année                  | Lauréat   |          |
| -                                          | 5e gala de Tencent Music Entertainment Awards | Chanteur le plus influent de l'année          | Lauréat   |          |
| Oublie les fleurs (花开忘忧)               | 5e gala de Tencent Music Entertainment Awards | Chanson de l'année                            | Lauréat   |          |
| Suzume (鈴芽之旅)                          | 5e gala de Tencent Music Entertainment Awards | Top 10 des chansons                           | Lauréat   |          |
| -                                          | Festival de musique et du cinéma              | Chanteur de l'année                           | Lauréat   |          |
| Petite joie (小美满)                       | Festival de musique et du cinéma              | Chanson de film de l'année                    | Lauréat   |          |
| Humanité (人是_)                           | Festival de musique et du cinéma              | Succès cinématographique inoubliable          | Lauréat   |          |
| Suivre le courant (和光同尘)               | Festival de musique et du cinéma              | Succès télévisé inoubliable                   | Lauréat   |          |
| Petite joie (小美满)                       | Festival de film chinois                      | Chanson de film de l'année                    | Lauréat   |          |
| -                                          | Gala de Circle of Sonne                       | Prix de l'innovation                          | Lauréat   |          |
| Suzume (鈴芽之旅)                          | Classement annuel Tencent Music Charts        | Chanson de l'année                            | Lauréat   |          |
| Oublie les fleurs (花开忘忧)               | Classement annuel Tencent Music Charts        | Chanson de l'année                            | Lauréat   |          |
| Prière (祈愿山海)                          | Classement annuel Tencent Music Charts        | Top 4 des chansons de jeux vidéos             | Lauréat   |          |
| Bourgeon (芽)                              | Classement annuel Tencent Music Charts        | Top 2 des chansons de variété                 | Lauréat   |          |
| Emprunt d'un rêve (借梦)                   | Classement annuel Tencent Music Charts        | Top 8 des bandes sonores de séries télévisées | Lauréat   |          |